# Marcel Mouloudji
Marcel Mouloudji (París, 16 de setembre de 1922 - 14 juny de 1994) va ser un cantant i compositor francès. També va fer d'actor.

## Discografia
- 1997. Les meilleures chansons
- 2000. Les grandes chansons en public
- 2002. Les indispensables
- 2009. Tous mes succès
- 2009. Tous les tubes
- 2009. The Geatest Hits
- 2009. Mouloudji - Hits
- 2009. Les chansons en or
- 2009. Moujoudji. L'essentiel
- 2009. Mes plus grands succès
- 2009. Best of Mouloudji
- 2009. Best of - Heritage Song